# プロムナイトIII
『プロムナイト III』（原題：Prom Night III: The Last Kiss）は、1990年制作のカナダの超自然的ホラーコメディ映画。
1980年制作のスラッシャー映画「プロムナイト」シリーズの3作目。直接的な前作の続編であるが、ホラーコメディにジャンルが変わっている。

## あらすじ
悪霊メアリー・ルーの復讐から30年後のハミルトン高校。地獄に幽閉されていたメアリーの魂が脱獄し再び、現世に悪霊として現れてしまう。
高校の再建祝いと共に殺戮を始めようとする彼女だったが、未だに童貞でいる青年アレックスに一目惚れし、お互い両想いの仲に発展していく。
メアリー・ルーの目的はアレックスへの執着心に切り替わり、彼に近づくものは何であろうと抹殺するようになる。
アレックスはメアリー・ルーの異常な愛から逃れようと奮闘するが。

## キャスト
- アレックス・グレイ　ティム・コンロン
- サラ・モンロー　シンシア・プレストン
- シェーン・テイラー　デイヴィッド・ストラットン
- メアリー・ルー・マロニー　コートニー・テイラー
- アンドリュー・ダグラス　ディラン・ニール
- レオナルド・ウェルシュ　ジェレミー・ラッチフォード
- ウェザーオール校長　ロジャー・ダン
- ウォーカー氏　ジョージ・シュバロ
- リチャーズさん　レスリー・ケリー
- ジャック・ロズウェル　テリー・ドイル
- レポーター　ティム・プロゴッシュ